# Узбекистан на летних Олимпийских играх 2000
Узбекистан принимал участие в Летних Олимпийских играх 2000 года в Сиднее (Австралия) во второй раз за свою историю, и завоевал одну золотую две бронзовые и одну серебряную медали. Сборную страны представляли 70 спортсменов, в том числе 18 женщин.

## Медалисты
| Медаль  | Спортсмен               | Вид спорта     | Дисциплина           |
| ------- | ----------------------- | -------------- | -------------------- |
| Золото  | Мухаммадкадыр Абдуллаев | Бокс           | Мужчины, до 63,5 кг  |
| Серебро | Артур Таймазов          | Вольная борьба | Мужчины, до 130 кг   |
| Бронза  | Сергей Михайлов         | Бокс           | Мужчины, до 81 кг    |
| Бронза  | Рустам Саидов           | Бокс           | Мужчины, свыше 91 кг |

## Состав и результаты олимпийской сборной Узбекистана

### Дзюдо
Спортсменов — 4
Соревнования по дзюдо проводились по системе на выбывание. В утешительные раунды попадали спортсмены, проигравшие полуфиналистам турнира. Два спортсмена, одержавших победу в утешительном раунде, в поединке за бронзу сражались с проигравшими в полуфинале.
Мужчины
| Соревнование | Спортсмены       | Первый раунд                  | Второй раунд                       | 1/8 финала                     | Четвертьфинал                   | Полуфинал                      | Финал                           | Место |
| Соревнование | Спортсмены       | Соперник Результат            | Соперник Результат                 | Соперник Результат             | Соперник Результат              | Соперник Результат             | Соперник Результат              | Место |
| ------------ | ---------------- | ----------------------------- | ---------------------------------- | ------------------------------ | ------------------------------- | ------------------------------ | ------------------------------- | ----- |
| до 60 кг     | Алишер Мухтаров  | Не участвовал                 | Ф. Лабросс (SEY) В 1000 — 0000     | О. Ребахи (ALG) В 1001 — 0000  | Э. Исмаилов (AZE) В 1010 — 0011 | Чон Бу Гён (KOR) П 0000 — 0010 | Утешительный турнир             | 5     |
| до 60 кг     | Алишер Мухтаров  | Не участвовал                 | Ф. Лабросс (SEY) В 1000 — 0000     | О. Ребахи (ALG) В 1001 — 0000  | Э. Исмаилов (AZE) В 1010 — 0011 | Чон Бу Гён (KOR) П 0000 — 0010 | А. Смагулов (KGZ) П 0001 — 1011 | 5     |
| до 66 кг     | Мансур Жумаев    | В. Биволь (MDA) П 0000 — 1110 | Завершил выступление               | Завершил выступление           | Завершил выступление            | Завершил выступление           | Завершил выступление            | —     |
| до 73 кг     | Андрей Штурбабин | Не участвовал                 | Г. Ревазешвили (GEO) В 1001 — 0011 | В. Зелёный (LAT) П 0000 — 1010 | Завершил выступление            | Завершил выступление           | Завершил выступление            | —     |
| до 81 кг     | Фарход Тураев    | Не участвовал                 | А. Пасейро (URU) П 0000 — 1010     | Завершил выступление           | Завершил выступление            | Завершил выступление           | Завершил выступление            | —     |

### Плавание
Спортсменов — 5
В следующий раунд на каждой дистанции проходили лучшие спортсмены по времени, независимо от места занятого в своём заплыве.
Мужчины
| Спортсмен                                                  | Соревнование          | Предварительные заплывы | Предварительные заплывы | Полуфиналы | Полуфиналы | Финал     | Финал     |
| Спортсмен                                                  | Соревнование          | Результат               | Место                   | Результат  | Место      | Результат | Место     |
| ---------------------------------------------------------- | --------------------- | ----------------------- | ----------------------- | ---------- | ---------- | --------- | --------- |
| Олег Цветковский                                           | 200 м вольный стиль   | 1:54,93                 | 44                      | Не прошёл  | Не прошёл  | Не прошёл | Не прошёл |
| Олег Цветковский Олег Пухнатый Пётр Васильев Равиль Начаев | 4х100 м вольный стиль | DSQ                     | -                       |            |            | Не прошли | Не прошли |

Женщины
| Спортсменка    | Соревнование      | Предварительные заплывы | Предварительные заплывы | Полуфиналы | Полуфиналы | Финал     | Финал     |
| Спортсменка    | Соревнование      | Результат               | Место                   | Результат  | Место      | Результат | Место     |
| -------------- | ----------------- | ----------------------- | ----------------------- | ---------- | ---------- | --------- | --------- |
| Мария Бугакова | 100 м баттерфляем | 1:09,94                 | 48                      | Не прошла  | Не прошла  | Не прошла | Не прошла |

### Стрельба
Спортсменов — 3
После квалификации лучшие спортсмены по очкам проходили в финал, где продолжали с очками, набранными в квалификации. В некоторых дисциплинах квалификация не проводилась. Там спортсмены выявляли сильнейшего в один раунд.
Мужчины
| Спортсмен       | Соревнование   | Квалификация | Место | Финал     | Место     | Всего | Место |
| --------------- | -------------- | ------------ | ----- | --------- | --------- | ----- | ----- |
| Дилшод Мухтаров | Пистолет, 10 м | 579          | 9     | Не прошёл | Не прошёл | 579   | 9     |

Женщины
| Спортсмен      | Соревнование   | Квалификация | Место | Финал     | Место     | Всего | Место |
| -------------- | -------------- | ------------ | ----- | --------- | --------- | ----- | ----- |
| Алёна Аксёнова | Винтовка, 10 м | 391          | 20    | Не прошла | Не прошла | 391   | 20    |
| Юлия Шахова    | Винтовка, 10 м | 389          | 32    | Не прошла | Не прошла | 389   | 32    |

### Фехтование
Спортсменов — 1
В индивидуальных соревнованиях спортсмены сражаются три раунда по три минуты, либо до того момента, как один из спортсменов нанесёт 15 уколов. В командных соревнованиях поединок идёт 9 раундов по 4 минуты каждый, либо до 45 уколов. Если по окончании времени в поединке зафиксирован ничейный результат, то назначается дополнительная минута до «золотого» укола.
Женщины
| Соревнование         | Спортсмены         | 1/32 финала                    | 1/16 финала           | 1/8 финала            | Четвертьфиналы        | Полуфиналы            | Финал матч за 3-е место | Место |
| Соревнование         | Спортсмены         | Соперник Результат             | Соперник Результат    | Соперник Результат    | Соперник Результат    | Соперник Результат    | Соперник Результат      | Место |
| -------------------- | ------------------ | ------------------------------ | --------------------- | --------------------- | --------------------- | --------------------- | ----------------------- | ----- |
| Индивидуальная шпага | Аниса Петрова (37) | Катя Насс (GER) (28) пор. 8:15 | Завершила выступление | Завершила выступление | Завершила выступление | Завершила выступление | Завершила выступление   | 37    |

### Лёгкая атлетика
Женщины
Беговые дисциплины
| бег на 400 метров | Елена Пискунова | 8 | 55,40 | 4 | Не прошла дальше | Не прошла дальше | Не прошла дальше | Не прошла дальше | Не прошла дальше | Не прошла дальше | Не прошла дальше | Не прошла дальше | Не прошла дальше |